# Тибетский дзерен
Тибетский дзерен (лат. Procapra picticaudata) — копытное животное рода дзеренов семейства полорогих.

## Описание
Это относительно небольшое, стройное животное длиной от 91 до 105 сантиметров, высота в холке от 54 до 65 см, вес от 13 до 16 кг. Хвост короткий, длиной от 8 до 10 см. Имеет коричнево-серый густой мех на спине, однако летний мех заметно более серый. На крупе есть белые пятна в форме сердца. Имеет прекрасно развитые органы чувств, в том числе острое зрение и слух. У взрослых самцов рога длиной от 26 до 32 см. Этот вид тесно связан с дзереном Пржевальского (Procapra przewalskii).

## Распространение
Китай (Цинхай, Тибет, Синьцзян), Индия (Джамму-Кашмир, Сикким). Встречается по крайней мере до 5750 м над уровнем моря. Населяет высотные равнины, холмы и каменистые плато. Также пасётся на водно-болотных полях.

## Образ жизни
Живёт поодиночке или небольшими группами от 3-х до 20 животных, собираясь в большие стада во время миграций в высокогорные летние пастбища. Главный местный хищник — волк.
Потребляет целый ряд местных растений, в первую очередь разнотравье и бобовые.